# Johan Lambert Larsson
Johan Lambert Larsson, född 29 augusti 1818 i Stora Köpinge socken, död 2 maj 1887 i Ystad, var en svensk orgelbyggare i Ystad.
Larsson var son till amatörorgelbyggaren Anders Larsson. Fick lära sig att bygga orglar hos Anders Larsson och tog examen 1840. Efter det tog han över faderns verkstad.

## Biografi
Larsson föddes 29 augusti 1818 på Svenstorps kvarn i Stora Köpinge socken. Han var son till kvarnbyggaren Anders Larsson och Elisabet Chatarina Kamph. De flyttade 1831 till Källesjö väderkvarn i Hedeskoga socken.
Larsson var mellan 1837 och 1838 lärling hos orgelbyggare Gustaf Andersson, Stockholm. 1844 bodde Larsson på Oretorp 1 i Vittsjö. Familjen flyttade 1845 till Allavadstorp i Nedraby, Övraby socken.
Familjen flyttade 1852 till Ystad och bosatte sig på Väderkvarnen 1. 1865 flyttade familjen till nummer 163/164 i Ystad. Hans hustur avlder där 1866. 1867 flyttade han med tre av sina barn till nummer 463 i staden. Redan året därpå 1868 bosatte de sig på Kvarnen 1. 1878 flyttade han till 389b. 1882 flyttade han till nummer 172.

### Familj
Larsson gifte sig 28 februari 1843 i Vittsjö sig med Marianne Elisabeth Waldau (1814–1866). De fick tillsammans barnen Anders Gustaf (född 1844), Carl Nicolaus (född 1845), Elisabeth Anna Sophia (född 1847), Alfrid Reinhold (född 1849), Charlotta Johanna Erika, (1851–1882) och Oscar Christian (1854–1854).

## Lista över orglar
| År              | Ursprunglig kyrka          | Stift    | Bild | Manualer | Pedal        | Stämmor | Bevarad orgel/fasad | Övrigt |
| --------------- | -------------------------- | -------- | ---- | -------- | ------------ | ------- | ------------------- | --- |
| 1840–1841       | Ekeby kyrka, Uppland       | Uppsala  |      |          |              | 7       | Nej/Nej             | Upplåtet kontrakt uppgjort 1840 med orgelbyggaren Johan August Josefsson, Toresund. Han avled under arbetat. Orgeln fullbordades 1841 av Larsson. 1922 byggdes en ny orgel av Furtwängler & Hammer, Hannover, Tyskland. |
| 1841            | Borrby kyrka               | Lunds    |      | 8        |              | 4       | ?                   | Orgeln med tillhörande läktare auktionerades ut i Borrby Skolhus 20 februari 1863. Den ansågs passa för en mindre kyrka. En ny orgel byggdes 1863 av Johan Nicolaus Söderling, Göteborg.                                |
| 1842            | Rytterne kyrka             | Västerås |      | 1        | Självständig | 14      | Nej/Ja              | Orgeln ersattes 1916 med ett harmonium. 1923 byggdes en ny orgel av Furtwängler & Hammer, Hannover, Tyskland. |
| 1842            | Bladåkers kyrka            | Uppsala  |      | 1        | Bihängd      | 8       | Ja/Ja               | Orgeln nedmonterades 1926 och ersattes av ett harmonium. 1951 sattes orgeln upp och renoverades av Bröderna Moberg, Sandviken.                                                                                          |
| 1845            | Odensvi kyrka, Västmanland | Västerås |      |          |              | 11      | Nej/Ja              | En ny orgel byggdes 1927 av E A Setterquist & Son, Örebro. |
| 1845            | Faringe kyrka              | Uppsala  |      | 1        | Bihängd      | 6       | Ja (delvis)/Nej     | Orgeln renovared 1900 av P L Åkerman & Lunds Orgelfabriks AB, Sundbybergs köping. |
| 1846            | Vittsjö kyrka              | Lunds    |      |          |              |         | Nej/Ja              | En ny orgel byggdes 1911 av Eskil Lundén, Göteborg. |
| 1849            | Sövestads kyrka            | Lunds    |      |          |              |         |                     | En ny orgel byggdes 1886 av Carl Elfström, Ljungby. |
| 1849            | Östra Vemmenhögs kyrka     | Lunds    |      |          |              |         |                     | |
| 1850 eller 1851 | Hammarlövs kyrka           | Lunds    |      |          |              | 8       | Nej/Nej             | En ny orgel byggdes 1926 av Olof Hammarberg, Göteborg. |
| 1851            | Fränninge kyrka            | Lunds    |      |          |              | 10      | Nej/Nej             | En ny orgel byggdes 1914 av Olof Hammarberg, Göteborg. |
| 1854            | Stora Herrestads kyrka     | Lunds    |      |          |              | 10      | Nej/Nej             | En ny orgel byggdes 1911 av Johannes Magnusson, Göteborg. |
| 1854            | Östra Klagstorps kyrka     | Lunds    |      |          |              | 6       | Nej/Nej             | En ny orgel byggdes 1942 av A Magnussons Orgelbyggeri AB, Göteborg. |
| 1855            | Glemminge kyrka            | Lunds    |      |          |              | 10      | Nej/Nej             | En ny orgel byggdes 1899 av Johannes Magnusson, Göteborg. |
| 1855            | Bromma kyrka, Skåne        | Lunds    |      |          |              | 10      | Nej/Nej             | En ny orgel byggdes 1951 av A Magnussons Orgelbyggeri AB, Göteborg. |
| 1857            | Skegrie kyrka              | Lunds    |      |          |              | 6       | Nej/Nej             | En ny orgel byggdes 1922 av Olof Hammarberg, Göteborg. |
| 1857            | Hemmesdynge kyrka          | Lunds    |      |          |              | 14      | Nej/Nej             | En ny orgel byggdes 1930 av A Magnussons Orgelbyggeri AB, Göteborg. |
| 1857            | Tosterups kyrka            | Lunds    |      |          |              | 3       | Nej/Nej             | [ 29 ] |
| 1862            | Skurups kyrka              | Lunds    |      |          |              | 8       | Nej/Nej             | En ny orgel byggdes 1906 av Eskil Lundén, Göteborg. |
| 1862            | Högestads kyrka            | Lunds    |      |          |              | 6       | Nej/Nej             | En ny orgel byggdes 1920 av A Mårtenssons Orgelfabrik AB, Lund. |
| 1863            | Stora Köpinge kyrka        | Lunds    |      |          |              | 10      | Nej/Nej             | En ny orgel byggdes 1894 av E A Setterquist & Son, Örebro. |
| 1866            | Solberga kyrka, Skåne      | Lunds    |      | 1        | Bihängd      | 7       | Ja/Ja               | 1972 renoverades orgeln av Anders Perssons Orgelbyggeri, Viken. Orgeln har under åren renoverats och förändrats flera gånger.                                                                                           |

## Gesäller
- 1843–1847 - Johannes Hansson Grankvist (född 1822). Han var en snickarlärling hos Larsson.
- 1844–1846 - Carl Petter Lundsten (född 1823). Han var en snickargesäll hos Larsson.
- 1844–1845 - Johan Peter Holmberg (född 1815). Han var en snickargesäll hos Larsson.
- 1847–1848 - Nils Nilsson Dahlskog, född 7 december 1822 i Hassle-Bösarp. Han var en snickargesäll.
- 1848–1850 - Olof Fredrik Westendahl, född 16 januari 1823 i Mellby. Han var en snickargesäll.
- 1850–1855 - Nils Peter Holmberg (född 1822). Han var en snickargesäll hos Larsson.
- 1850–1858 - Mårten Larsson (född 1826). Han var en gesäll hos Larsson.
- ?-1855 - Hindric Samuel Lehartan (född 1833). Han var en gesäll hos Larsson.
- 1856–1857 - Peter Edwin Nilsson (född 1833). Han var en gesäll hos Larsson.